# Schlacht von Tunes
Agrigent – Mylae – Liparische Inseln – Sulci – Tyndaris – Kap Ecnomus – Aspis – Adys – Tunes – Kap Bon – Panormus – Drepana I – Drepana II – Ägatische Inseln
Die Schlacht von Tunes (heute: Tunis) im Jahre 255 v. Chr., auch Schlacht von Bagradas oder Schlacht am Bagradas genannt,  war eine Schlacht des Ersten Punischen Krieges, in der die Karthager unter dem spartanischen Heerführer Xanthippos die im Vorjahr in Afrika gelandeten römischen Truppen unter Marcus Atilius Regulus am Ufer des Flusses Bagradas besiegten.

## Ausgangslage
Zu Beginn des Jahres sah die Situation für die Karthager verzweifelt aus: Die Römer hatten die Umgebung von Karthago weiträumig verwüstet und erobert. Der Versuch, sie 256 v. Chr. in der Schlacht von Adys aufzuhalten, scheiterte. Da die Römer daraufhin ihr Winterlager in Tunes aufschlagen konnten und die Karthager praktisch in ihrer Hauptstadt eingeschlossen waren, baten diese beim römischen Feldherrn Marcus Atilius Regulus um Frieden. Dieser stellte allerdings derart harte Bedingungen – Karthago solle Sardinien und Sizilien ausliefern, die römischen Kriegsgefangenen ohne Entschädigung zurückgeben, ihre Kriegsflotte ausliefern, nur noch mit römischer Zustimmung Krieg führen dürfen und hohe Jahrestribute leisten –, dass sich die Karthager entschlossen, lieber weiterzukämpfen, statt ihre Unabhängigkeit zu verlieren. Als der spartanische Söldner Xanthippos, der gemeinsam mit anderen Griechen angeworben worden war, den verzweifelten Karthagern versprach, das Blatt zu wenden, willigte der Rat der Stadt daher ein.

## Ablauf
Xanthippos sorgte tatsächlich für eine effektive Aufstellung der Karthager auf dem Schlachtfeld von Tunes, die die Stärken der punischen Armee ausspielte: Die Kavallerie verteilte er auf die beiden Flügel, Söldnertruppen wurden auf dem linken Flügel postiert, im Zentrum eilig ausgehobene karthagische sowie griechische Hopliten, die durch davor aufgestellte Elefanten unterstützt und gedeckt wurden. Zunächst gelangen den Römern zwar Erfolge gegen den schwächeren linken Flügel der Karthager, insbesondere durch den Einsatz der Elefanten vermochte es Xanthippos aber, den römischen Vorstoß zu stören. Als entscheidend erwies sich allerdings die überlegene punische Kavallerie, die die römische Reiterei in die Flucht schlug und den Legionären anschließend in den Rücken fiel. Eingekesselt zwischen den Reitern und der intakten karthagischen Phalanx fanden zahllose Römer den Tod. Eine kleine römische Gruppe um Marcus Atilius Regulus entkam zwar zunächst den Karthagern, wurde von diesen aber eingeholt und gefangengesetzt. Einer weiteren Gruppe gelang es, sich nach Clupea durchzuschlagen und mit den dortigen Schiffen zu entkommen. Ein großer Teil dieser Soldaten ist auf der Rückfahrt in der Schiffskatastrophe vor Kamarina gestorben.

## Folgen
Faktisch bedeutete der karthagische Sieg aber die Vernichtung des römischen Landungsheeres, was bei den Römern einen derart nachhaltigen Eindruck hinterließ, dass sie es erst im Zweiten Punischen Krieg (202 v. Chr. Schlacht von Zama) wieder wagen sollten, in Afrika zu landen. Die von Xanthippos bei Tunes angewandte Taktik erinnert überdies wohl nicht zufällig an das spätere  Vorgehen Hannibals in der Schlacht von Cannae.